# بازی گرگینه
بازی گرگینه (انگلیسی: Werewolf Game) فیلم ترسناک آمریکایی محصول سال ۲۰۲۵ به نویسندگی جکی پین، کارگردانی پین و کارا برنان و با بازی تونی تاد ، لیدیا هرست، بایی لینگ و رابرت پیکاردو است.

## داستان
دوازده غریبه وقتی از خواب بیدار می‌شوند، خود را ربوده شده و در جزیره‌ای دورافتاده و به صورت محبوس می‌یابند. آنها توسط شخصی نقابدار به نام قاضی (با بازی تونی تاد) آگاه می‌شوند که باید در نسخه‌ای مرگبار از بازی استنتاج اجتماعی «گرگینه» شرکت کنند. در میان این گروه، دو نفر مخفیانه به عنوان «گرگینه» تعیین می‌شوند، در حالی که ده نفر باقی مانده «روستایی» هستند.
بازی بر اساس چرخه‌ی روز و شب اجرا می‌شود، فاز شب: گرگینه‌ها مخفیانه یک روستایی را انتخاب کرده و می‌کشند. مرحله روز: کل گروه بحث می‌کنند و رأی می‌دهند که یکی از اعضای گروه که گمان می‌کنند گرگینه است، اعدام شود.
این چرخه ادامه می‌یابد تا زمانی که یا همه گرگینه‌ها از بین بروند و در نتیجه روستاییان پیروز شوند، یا تعداد گرگینه‌ها از روستاییان بیشتر شود و پیروزی آنها قطعی شود.
اسیران، که از انگیزه‌هایی که در پس ربوده شدنشان وجود دارد اطلاعی ندارند، با پارانویا دست و پنجه نرم می‌کنند، با یکدیگر متحد می‌شوند و به یکدیگر سوءظن دارند. تنش‌ها با تلاش گروه برای شناسایی گرگینه‌های میانشان، در حالی که به دنبال راه‌های فرار احتمالی هستند، تشدید می‌شود.
با پیشرفت این بازی مرگبار، تعداد شرکت‌کنندگان به دلیل قتل‌های شبانه توسط گرگینه‌های پنهان و اعدام‌های روزانه بر اساس آرای گروهی، کاهش می‌یابد. برخی از بازیکنان تلاش می‌کنند از جزیره فرار کنند، اما نگهبانان مسلحی که قوانین بازی را اجرا می‌کنند، مانع آنها می‌شوند.
در مراحل پایانی، شرکت‌کنندگان باقیمانده با واقعیت موقعیت خود روبرو می‌شوند. هویت واقعی گرگینه‌ها آشکار می‌شود و به یک رویارویی نفس‌گیر منجر می‌شود.

## بازیگران
- تونی تاد در نقش قاضی
- لیدیا هرست در نقش مونیکا
- بایی لینگ در نقش دمی
- تیلا دان در نقش پپر
- رابرت پیکاردو در نقش بیل
- تیم رئالبوتو در نقش ریموند
- جیمز کریتندن در نقش زک
- تابیتا جین در نقش ناتالی
- پیتر ام کی مک‌منوس در نقش مت
- ایتن اینگل در نقش امیت
- کارا کلیمور در نقش کریس
- آندره تمفر در نقش ست
- چیم روچستر در نقش نگهبان شماره ۴
- لیفیا اینگالس در نقش نگهبان شماره ۱
- جو ولز در نقش نگهبان شماره ۳
- کریس بورک در نقش نگهبان شماره ۲
- تایلر گاتونی در نقش کاپیتان

## تولید و انتشار
در مارس ۲۰۲۲، اعلام شد که تاد، هرست، لینگ، دان و پیکاردو همگی در این فیلم بازی خواهند کرد. بعداً در همان ماه، اعلام شد که رئالبوتو نیز به جمع بازیگران اضافه شده است.
در نوامبر ۲۰۲۴، فیلم تکمیل شده و اکران محدودی در ایالات متحده داشت اما در ۲۱ ژانویه ۲۰۲۵ در پلتفرم‌های پخش آنلاین به صورت عمومی منتشر شد.

## آرا و نظرات
سایمون هندرسون از Blazing Minds به فیلم ۲ ستاره از ۵ ستاره داد.
جنین پایپ از نردلی به فیلم امتیاز ۲ از ۵ داد و گفت: «بازی گرگینه ارزش دیدن دارد اگر طرفدار داستان‌ بازی‌های حذفی هستید، یا اگر مایلید، برداشتی ترسناک از چیزی مثل «شاه قاتلان» داشته باشید حتما این فیلم را ببینید».
ربکا از FilmCarnage.com با دادن امتیاز ۴ از ۱۰، نقد منفی‌ای به فیلم داده و نوشت؛ فیلم در ارائه چیزی که شما را به وجد بیاورد مشکل دارد، شخصیت‌ها به اندازه کافی قوی نیستند، روند داستان مشکل‌ساز است و تنها تلاش نسبتاً ضعیفی برای ایجاد حال و هوای توطئه وجود دارد.